# 電撃戦 (グデーリアン)
『電撃戦』（でんげきせん、ドイツ語: Erinnerungen eines Soldate、英語: Panzer Leader）とは、ドイツの軍人ハインツ・グデーリアンによる第二次世界大戦の回顧録である。

## 概要
1888年に生まれたグデーリアンは第一次世界大戦と第二次世界大戦を経験した軍人であり、また独自の戦術学の研究に基づいて独立した戦闘行動が可能な自動車化部隊の必要を主張した電撃戦の研究者でもある。この回顧録では第二次世界大戦初期のヨーロッパ戦線を扱ったものであり、またグデーリアンの電撃戦に対する思想を明らかにしている。
グデーリアンは電撃戦の中心的な主体である戦車に注目し、ドイツが第一次世界大戦で行われたような戦闘陣地による戦闘を行うことは難しく、兵力の不足や装備の不備を補うために機動力で戦うことが不可欠であるとし、機動力を発揮できるのは装甲車両、戦車によってのみ可能であると論じる。そしてグデーリアンはフラー、リデル＝ハート、マーテルによる研究を参考にしながら戦車を従来の歩兵の補助とする兵器ではなく、新しい形態の戦術の先駆的役割を与えることを構想した。
この理論には装備の問題があり、少なくとも装甲部隊の装備として2種類の戦車が求められた。それはカノン砲1門と1丁の機関銃を備えた軽戦車と大口径のカノン砲1門と2丁の機関銃を備えた中戦車である。後者は軽戦車の戦闘支援を行う戦車であり、時速40キロの性能が発揮できるように開発された。また装甲部隊の戦闘力を高めるためには歩兵や砲兵などの戦車を支援するための部隊に戦車と同等の機動力を持っていれば向上させることができる。
このような電撃戦の研究は第二次世界大戦後にグデーリアン本人によって実践されている。第19軍団長に任命されたグデーリアンはポーランド侵攻や西部戦線での作戦に参加し、独ソ戦では第2装甲集団の司令官としてモスクワに対して進撃したが、モスクワ進撃とウクライナ進撃の作戦方針を巡って総統アドルフ・ヒトラーと対立したために解任される。後に装甲兵総監として復帰するが敗戦後にはアメリカ軍の捕虜となる。

## 内容
本書の大部分は第二次世界大戦での作戦行動の回顧録である。その構成は第1章家族と生い立ち、第2章わが装甲部隊の創設、第3章ヒトラー、権勢の頂点にたつ、第4章破局の端緒、第5章西方戦役、第6章1941年ソ連侵攻、第7章非役時代、第8章装甲兵器の発達、第9章装甲兵総監、第10章7月20日事件、第11章参謀総長、第12章破滅の終局、第13章第三帝国の指導者たち、第14章ドイツ帝国参謀本部の14章である。グデーリアンが装甲部隊の研究と開発、訓練に携わった経過が述べられており、その中で電撃戦の理論が説明されている。

### 電撃戦理論
電撃戦を論じるためには戦車の戦術的本質について観察することが必要となる。戦車の装甲は歩兵の射撃による銃弾からは十分な防護性能があるが、対戦車火砲や戦車砲に対しては不十分である。仮に攻撃部隊が敵の対戦車火砲に対して安全な装甲を持っていれば、その攻撃の成功は確実であるが、逆に対戦車火砲の火力が優越していれば、攻撃は味方の戦車を犠牲にしなければならない。
また戦車の機動力については奇襲を行うために必要な条件となる。奇襲においては敵の予想を超える速度で初動の攻撃を行い、敵の防御火力に対して継続的に攻撃を行い、深く浸透することで防御側に新しい阻止線を形成することを困難とさせることが必要である。戦車の重要な性能とは、最初の突破の後に引き続いてその機動を継続することであり、これが奇襲を完成させる必須条件である。
また戦車の火力とは直接照準射撃による停止時または行進時における戦車搭載火力による攻撃能力である。地上戦闘において防御火力が機能しているうちに敵に対して火力をもって進撃することが可能なのは戦車だけである。そもそも戦車に搭載された弾薬では計画的な突撃準備射撃や弾幕射撃は不可能であり、より正確な直接照準射撃こそが重視されなければならない。
このような戦車の特性を最大限に発揮するためには、装甲部隊の投入条件として以下の3つが挙げられる。
1. 適当な地形の選択
2. 奇襲的な攻撃の実施
3. 決定的地点に対する集中的使用

そしてその戦闘の最初の段階では敵の予備兵力や司令部を戦闘地域から孤立させ、第二段階ではまた敵の砲兵や対戦車部隊を撃滅し、第三段階では味方の歩兵部隊を敵の歩兵部隊に対して突撃させてその抵抗力を排除させながら戦車の支援部隊を追随させ、より強力な戦車部隊によって敵の正面を攪乱しながら攻撃目標まで前進し続ける。

### ポーランド侵攻
1939年8月下旬にグデーリアンが指揮する第19軍団は第4軍の下でポーランド侵攻の作戦行動を実施することが決まった。グデーリアンの部隊はいわゆるポーランド回廊に配置されたポーランド軍の後方の経路を遮断することが任務であり、そのためにブラー川を渡河してヴァイクセル川まで到着することが命じられた。この回廊地帯においてポーランド軍は3個歩兵師団と1個騎兵旅団を配置しており、陣地の構築が確認された。グデーリアンの兵力は第3装甲師団、自動車化された第2歩兵師団と第20歩兵師団、そして軍団直属部隊があったが、グデーリアンは歩兵師団を中央と左翼、そして主攻を担う装甲師団とその予備兵力（ブロックドルフ指揮下の第23歩兵師団）を右翼に配置し、前進陣地で待機する。当初は8月26日早朝に攻撃予定であったが、一時外交交渉の都合により延期された。
そして9月1日4時45分に一斉に越境するが、濃霧により航空部隊の支援が得られず、また砲兵部隊が濃霧のため誤って味方に対して射撃を実施してしまい、グデーリアンが乗車していた指揮車が運転不能となる。濃霧が晴れてくると第3装甲師団はポーランド軍の防御陣地に遭遇し、組織的な戦闘が開始された。グデーリアンはブラー川で第3装甲師団と合流すると同部隊が対岸で激しい抵抗を受けて前進不能となっていた。そこでグデーリアンは敵情を分析して敵砲兵の射程範囲を明確化し、射程外の渡河点において偵察大隊に渡河させ、成功を確認した後に戦車部隊を前進させた。この渡河攻撃で防御中の敵部隊を全員を捕虜とし、橋頭堡を設置させることで18時には渡河を完了させ、主力は夜に攻撃目標のスウィーカトヴォに到着した。グデーリアンは夕暮れに2個の歩兵師団の状況の報告を受けたが、攻撃前進が停滞していたためグデーリアンは現地へ出向いて処置して前進を促した。
9月3日には軍団予備としてヴァイクセル川まで前進していた第3装甲師団と第20歩兵師団そして第23歩兵師団によって敵をグラウデンツ西方の森林地帯に包囲し、敵の白兵攻撃に対しては壊滅的な損害を与えることができた。9月4日には包囲網は縮小され、回廊地帯での戦闘は終わった。グデーリアンの部隊の損害は4個師団を合計して戦死150名、負傷700名であった。この作戦では濃霧のために航空支援との連携が不完全であったが、ポーランド軍は戦車部隊の構造や威力について研究しておらず、わずかな損害で回廊地帯のポーランドの3個師団と1個旅団を排除することに成功した。しかしポーランド侵攻では装甲師団の機動力不足や歩兵師団の過剰規模の問題が明らかになり、グデーリアンは改善を試みている。

### 西方戦役
グデーリアンは1914年のシュリーフェン計画の構想に基づいたセダン付近を通過してマジノ線を突破した後にフランス軍の防御正面を側背から攻撃する作戦計画を立案していた。グデーリアンは攻撃目標に対して兵力が不足していることを理由に反対していたが作戦計画はルクセンブルクと南部ベルギーを経て前進しながら第1日でベルギー軍の国境陣地を可能ならば突破、第2日にニューシャトーを経て前進、第3日にブイヨン付近にてスモアを渡河し、第4日目にマース川到達、第5日にマース渡河攻撃を実施する案を提案した。1940年5月当時、グデーリアンの敵情判断によればヨーロッパの英仏連合軍の兵力は4800台の装甲車両を保有しており、ドイツ軍の保有量は2200台に過ぎなかった。しかしマジノ線はモンメディーとセダンの中間地帯に脆弱な箇所があることが判明し、またフランスとイギリスの主力はフランドル地方と英仏海峡付近で集結していた。そこでグデーリアンはアミアンと大西洋沿岸を目指しながらセダン付近を急襲攻撃し、ベルギーへ深く前進すればベルギー方面に前進するであろう敵主力を撃滅できると考えた。
1940年5月9日に緊急招集が発令され、A軍集団の下でグデーリアンの指揮下にある第1装甲師団、第2装甲師団、第10装甲師団も前進陣地に配置された。5月10日早朝5時35分にグデーリアンは第1装甲師団に随伴してルクセンブルクに侵攻し、午後にベルギー国境に到達した。第2装甲師団はストレインシャンプで抵抗に遭遇し、第10装甲師団はフランス軍を圧迫し、軍団司令部はラムブルッフへと前進しつつあった。5月11日にベルギー国境へ第1装甲師団が侵入し、短時間で敵の防御陣地を殲滅することに成功してニューシャトーを占領した。そのまま追撃してベルトリー、ブイヨンを占領する。5月12日に第1装甲師団と第10装甲師団はマース川北岸の占領とセダンの要塞に対する周密攻撃の準備に入った。5月13日の攻撃初日では16時から攻撃機と砲兵部隊の完全な連携の下で突撃部隊を支援した。その結果マース渡河攻撃は成功し、日没までに敵陣地に侵入することに成功して夜間でも前進を続けた。5月14日の早朝には第1装甲師団がシェメリーを突破し、午後にはアルデンヌ運河を越えてシイングリーとバンドレッスの防御戦に到達、第10装甲師団も主力がビュルソンからテロンヌの防御戦に到達し、第2装甲師団も渡河に成功した。15日にフランス軍の攻勢作戦が実施されたが、陣地を保守することができた。16日に第1装甲師団は濃霧が晴れるのを待ってから前進を再開し続け、19日にはアミアンに到達した。
5月21日に海峡沿岸の攻略へと移行し、グデーリアンはすぐに第10装甲師団をダンケルクへ前進させようとしたが、この時点で装甲集団が22日の命令で第10装甲師団を抽出し、彼の手元には2個装甲師団だけが残った。そこで兵力の不足からダンケルク占領を諦め、カレーとブーローニュへと22日から前進を下位した。ブーローニュでは敵の激しい抵抗に合い、航空支援も受けられなかったが、突入に成功した。5月23日には第1装甲師団はグラベランへの攻撃前進を開始して24日にはアー運河に到達した。しかし同日にヒトラーが作戦に干渉してアー運河に沿った左翼を停止させた。結局、5月25日にはブーローニュを占領し、カレーも攻略中の状況となった。26日にカレーは第10装甲師団の攻撃によって陥落し、グデーリアンはイギリス軍の残存兵力が存在するダンケルクへの攻撃を進言したが、攻撃許可は正午になってからであったために戦果は挙げられなかった。

## 日本語訳・書誌
- 『電撃戦 グデーリアン回想記』（本郷健 訳、フジ出版、1974年） ISBN 489-2260290
- 改訂版『電撃戦 グデーリアン回想録』上・下（本郷健 訳、中央公論新社、1999年）

上 ISBN 412-0028828、下 ISBN 412-0028836

### 伝記
- 大木毅『戦車将軍グデーリアン 「電撃戦」を演出した男』角川新書、2020年